# 高扬 (1957年)
高扬（1957年10月—），男，汉族，山东曹县人，中华人民共和国政治人物，曾任西藏自治区政协党组副书记、副主席。